# Oberkorn

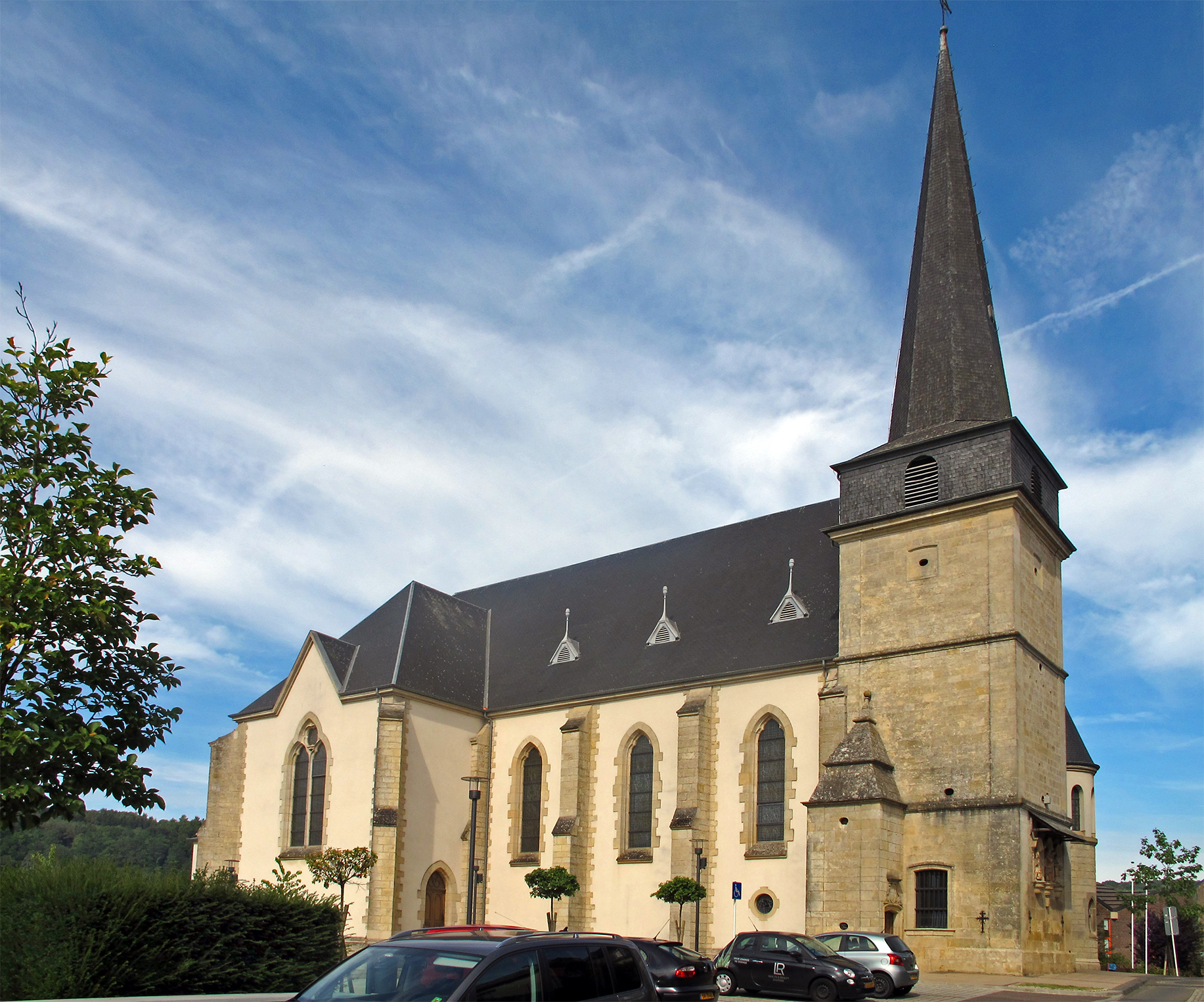
Die Kirche von Oberkorn, 2012

Oberkorn (luxemburgisch Uewerkuerⓘ, französisch Obercorn) ist eine Ortschaft in der Gemeinde Differdingen im Kanton Esch-Alzette in Luxemburg. Sie hat ca. 3 000 Einwohner und verfügt über ein Freibad.

## Geschichte
Differdingen wurde 1907 der Titel Stadt vom Großherzog verliehen. Die Gemeinde Differdingen bestand seit dem Beginn des 19. Jahrhunderts aus den vier Ortschaften Differdingen, Oberkorn, Niederkorn und Lasauvage. Das Viertel Fousbann entwickelte sich erst nach und nach im 20. Jahrhundert und umfasst die Siedlungen Cité Henry Grey, die Cité Kauffmann. Unterhalb des Ronneberges und des Kiemrichs (Kiemreech) südlich von Oberkorn befand sich von 1871 bis 1920 das Dreiländereck zwischen Luxemburg, dem Deutschen Reich und Frankreich.

### Bedeutung des Ortsnamens
Die Namen Oberkorn und Niederkorn kommen vom Maas-Zufluss Korn, der in Oberkorn entspringt und auch durch Niederkorn fließt.

## Sehenswertes
- Das Schwimmbad in Oberkorn ist in der Region bekannt. Im Juli 2008 zählte es 7400 Besucher, einen Rekord brachte 2006 auch der Monat Juli, man zählte 20 000 Besucher.
- Das Kulturzentrum Centre Noppeney.
- Der Hügel Rattem mit 387 m ist der höchste in der Umgebung.
- Das alte Wasserreservoir zum Ausstellungsraum umfunktioniert, als Espace H2O bekannt, auf dem Rattem.
- Kirche Oberkorn

## Sonstiges
Die britische Musikgruppe Depeche Mode hat 1982 ein Instrumentalstück Oberkorn – It’s a Small Town (B-Seite der Single The Meaning of Love) nach dieser Ortschaft benannt. Es spielt auf einen Auftritt der Band im Rainbow Club in Oberkorn am 30. März 1982 an.

## Bekannte Personen
- Julien Darui (1916–1987), Fußballspieler
- Henri Klein (1944–1995), Fußballspieler
- Ady Claude (1913–1942), Widerstandskämpfer gegen den Nationalsozialismus